# Frenillo del labio superior
El frenillo del labio superior ([TA]: frenulum labii superioris) es uno de los diversos frenillos ubicados dentro de la cavidad oral. Su función es la de sostener el labio superior.
- Datos: Q8962812